# Cyprian Monis
Cyprian Monis (ur. 11 kwietnia 1945 w Dorna Halli) – indyjski duchowny rzymskokatolicki, w latach 1997–2020 biskup Asansol.